# Prosopocera lockleyi
Prosopocera lockleyi là một loài bọ cánh cứng trong họ Cerambycidae.